# Jean Apokaukos
Jean Apokaukos  (en grec, Ίωάννης  Άπόκαυκος ; né vers 1155, mort en 1233) fut un prélat byzantin qui joua un rôle politique, juridique et religieux important dans le despotat d’Épire. Après avoir étudié à Constantinople, il devint évêque de Naupacte et joua un rôle de premier plan dans la rivalité entre l’Église d’Épire et le patriarcat œcuménique de Constantinople en exil dans l’Empire de Nicée. Ses nombreuses lettres adressées aux autorités civiles, aux autres métropolites et à ses suffragants ont fait de lui un écrivain important pour la connaissance de cette période.

## Sa vie
Jean naquit vers 1155 dans la famille aristocratique des Apokaukos qui avait détenu d’importants postes civils et militaires depuis la fin du Xe siècle. Il se destina tout jeune à la cléricature et fit ses études à Constantinople où il eut comme camarade Manuel Saranténos, qui devait devenir patriarche de Constantinople en exil à Nicée. Il fut ordonné diacre par son oncle, Constantin Manassès, métropolite de Naupacte (Lépante) vers 1180,.
En 1185/1186, il devint notaire au patriarcat de Constantinople, poste auquel il fut reconduit en 1193. En 1199 ou 1200, soit quelques années avant la chute de Constantinople aux mains des Latins, il fut nommé métropolite de Naupacte, ville autrefois prospère devenue la proie des pirates et dont l’Église était réduite au XIIe siècle à l’état de pauvreté, avec un clergé d’une dizaine de clercs à peine. Apokaukos s’employa jusqu’en 1232 à lui rendre sa prospérité. Pendant toute cette période, il n’eut de cesse de prêcher la résistance aux Latins tout en reconnaissant que si l’empire unifié demeurait un idéal, il n’existait plus dans les faits, permettant l’existence de deux empereurs, l’un à l’ouest, l’autre à l’est. Avec Démétrios Chomatènos (ou Chomatianos) et Georges Bardanès, il devint l’un des principaux avocats de l’indépendance politique et religieuse du despotat d’Épire face à l’Empire de Nicée. À la tête du synode des évêques épirotes, il demanda et obtint que l’archevêque autocéphale d’Ohrid, Démétrios Chomatènos, couronne en 1224 le despote d’Épire, Théodore Ange Doukas, empereur à Thessalonique, geste qui concernait à la fois l’empereur et le patriarche puisqu’il récusait en même temps la prétention de l’archevêque de Nicée à la succession des patriarches de Constantinople. Le schisme ainsi inauguré dura jusqu’en 1231,.
En 1232, il se retira au monastère de Kozyle, près d’Arta, où il devait mourir l’année suivante. 
Partisan de l’indépendance de l’Épire sur le plan politique, il se fit le défenseur des citoyens ordinaires sur le plan social et eut maille à partir avec le souverain local, Constantin Comnène Doukas, frère cadet du despote d’Épire, Théodore Comnène Doukas. Apokaukos protesta conte le gouvernement autoritaire et les taxes exagérées qui frappaient l’Église et, par conséquent, la population établie sur ses terres. Ces conflits conduisirent à sa déposition et à son exil en 1220, conflit qui ne fut résolu qu’en mai de l’année suivante à la suite d’un synode réunissant les représentants des sièges apostoliques les plus importants de Grèce et d’Épire. Les relations devaient s’améliorer par la suite entre Constantin Comnène et Jean Apokaukos, et devenir suffisamment cordiales pour qu’Apokaukos rédige un encomium, à la mémoire de ce dernier. 

## Son œuvre littéraire
Jean Apokaukos fait partie des évêques qui, comme Théophylacte d’Ohrid, Michel Italikos, Georges Tornikès, Eustathe de Thessalonique et Michel Choniatès, reçurent leur formation sous la dynastie des Comnènes. En cette période de faiblesse du pouvoir impérial, ils eurent à jouer un rôle aussi bien politique et social que religieux, constituant un maillon essentiel entre pouvoir local et pouvoir central. Le tribunal patriarcal de l’époque en était venu à remplacer pour les petites gens le tribunal des autorités civiles, en particulier dans les cas traitant de droit familial (mariage, dots, défense des enfants mineurs, etc.), surtout après le travail de Théodore Balsamon (vers 1130 – vers 1200) alors que le droit canonique en vint à supplanter le droit civil,. Leurs écrits dépassent dès lors le cadre de simples rapports administratifs sur l’état de leurs diocèses.
L’œuvre littéraire d’Apokaukos consiste en poésies de jeunesse, quelque 145 lettres dont plusieurs sont destinées à Michel Choniatès, alors métropolite d’Athènes, et Théodore Comnène, despote d’Épire, ainsi que divers documents du synode de Naupacte. 
Sa correspondance, adressée à d’autres métropolites, à ses propres suffragants, aux autorités politiques d’Épire, bref à ceux qui pouvaient l’aider à redresser la situation économique de son territoire, se distingue de celle des autres écrits similaires de cette époque ; alors que les lettres étaient vues en fonction de leurs mérites littéraires et stylistiques, celles de Jean Apokaukos au contraire n’ont pas de prétention littéraire et s’attachent à peindre des portraits clairs et souvent humoristiques de la vie quotidienne et de la culture populaire. D’autres, comme ses lettres à Georges Bardanès, qu’il avait fait nommer métropolite de Corfou en 1219, ou celles adressées à Démétrios Chomatènos, son camarade de classe qui dut faire carrière dans l’Église autocéphale de Bulgarie, révèlent un juriste, peut-être moins savant que son collègue, mais aussi moins formel dans l’application de la loi. On ressent à leur lecture non seulement son amour pour l’écriture, mais également son amour pour la nature et pour les auteurs grecs antiques comme Aristophane, Homère, Euripide, Thucydide ou Aristote ; elles font déjà penser aux futurs humanistes de la Renaissance italienne.
Ses lettres sont importantes tant pour la compréhension de l’histoire du despotat d’Épire que de la rivalité existant entre le despotat et l’Empire de Nicée pour la reconquête de Constantinople et le retour à l’unité de l’empire.